# Gare d'Annapolis Royal
La gare d'Annapolis Royal, en Nouvelle-Écosse, est une gare patrimoniale. Il n'y a plus de services de passagers.
Elle est située au 151, rue Victoria, et a été construite en 1915 par le chemin de fer Dominion Atlantic (DAR) selon des plans de l'ingénieur-chef du Canadien Pacifique. C'est un édifice en briques rouges au plan rectangulaire d'un étage et au toit en croupe à forte pente. Elle est typique des gares rurales mais se distingue par ses décorations soignées, notamment ses fenêtres à arches, ses consoles courbes ainsi que ses extrémités de chevrons et le toit en ardoise muni d'arêtes en cuivre. Elle était louée par le Canadien Pacifique au DAR et fut utilisée jusqu'en 1990 ; elle est une gare patrimoniale depuis 1992.